# Francisco Rodríguez Zegada
Luis Francisco Rodríguez Zegada (Cochabamba, 22 de agosto de 1994) es un futbolista boliviano. Juega como defensa en Jorge Wilstermann de la Primera División de Bolivia.

## Selección nacional

### Categorías menores
Fue convocado a la Selección sub-17 para disputar el Sudamericano Sub-17 de 2011 en Ecuador.
También fue convocado para integrar el plantel de la Selección sub-20 que disputó el Sudamericano Sub-20 de 2013 con sede en Argentina.
| Torneo                      | Sede      | Resultado    | Partidos | Goles |
| --------------------------- | --------- | ------------ | -------- | ----- |
| Sudamericano Sub-17 de 2011 | Ecuador   | Primera fase | 3        | 0     |
| Sudamericano Sub-20 de 2013 | Argentina | Primera fase | 3        | 0     |
| Total                       | Total     | Total        | 6        | 0     |

## Clubes
| Club              | País    | Año               |
| ----------------- | ------- | ----------------- |
| Jorge Wilstermann | Bolivia | 2012 - 2013       |
| Aurora            | Bolivia | 2013 - 2014       |
| Bolívar           | Bolivia | 2014 - 2016       |
| Oriente Petrolero | Bolivia | 2016 - 2017       |
| The Strongest     | Bolivia | 2018              |
| Royal Pari        | Bolivia | 2019              |
| Always Ready      | Bolivia | 2019              |
| Nacional Potosí   | Bolivia | 2020              |
| Oriente Petrolero | Bolivia | 2021              |
| Jorge Wilstermann | Bolivia | 2022 - Actualidad |

## Palmarés

### Títulos nacionales
| Título          | Club    | País    | Año  |
| --------------- | ------- | ------- | ---- |
| Torneo Apertura | Bolívar | Bolivia | 2014 |
| Torneo Clausura | Bolívar | Bolivia | 2015 |